# Dario Cologna

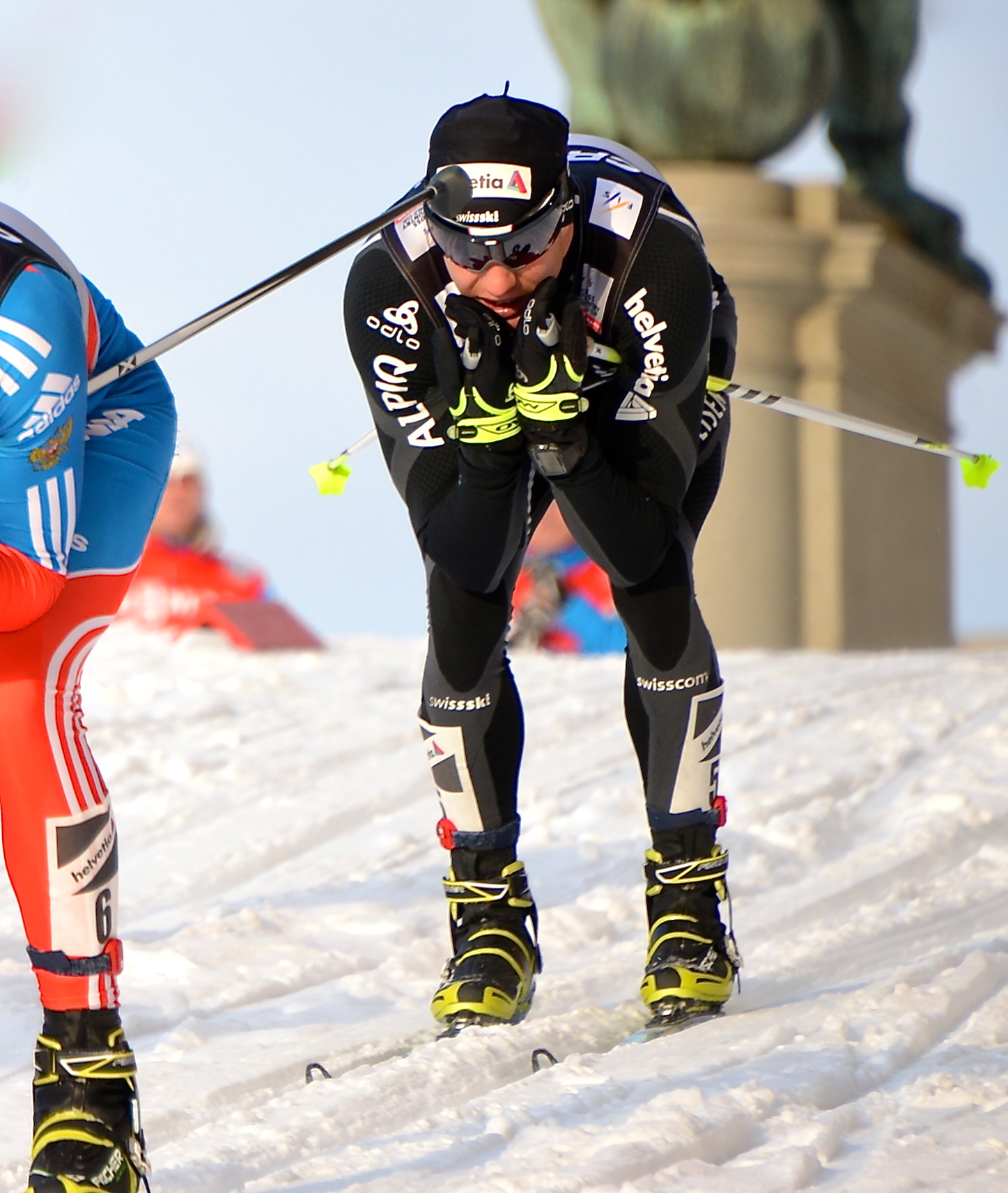
Dario Cologna på Royal Palace Sprint i Stockholm 2013.

Dario Cologna, född 11 mars 1986 i Santa Maria Val Müstair, är en schweizisk längdåkare. Hans främsta meriter är fyra OS-guld, ett VM-guld, fyra totalsegrar i Tour de Ski (2008/2009, 2010/2011, 2011/2012 och 2017/2018) samt fyra totalsegrar i världscupen (2008/2009, 2010/2011, 2011/2012 och 2014/2015).
Den 3 november 2021 meddelade han att han avslutar längdskidåkningskarriären efter säsongen 2021–2022.

## Längdåkningskarriär
Cologna vann en bronsmedalj på 10 km i junior-VM 2006. Han tog sina första poäng i världscupen säsongen 2006/07, då han blev 25:a i världscupavslutningen i Falun. Den första pallplatsen kom den 6 december 2008 i franska La Clusaz, då han blev tvåa efter Petter Northug i tremilsloppet. I januari 2009 vann han Tour de Ski, vilket han också gjorde säsongen 2010/2011 och 2011/2012.
Cologna segrade i den totala världscupen 2008/2009. Segern blev klar först i sista deltävlingen i Falun den 22 mars. Petter Northug kunde ha vunnit om han kommit före Cologna i "Final Tour", som arrangerades i Sverige.
Under OS i Vancouver tog Cologna sitt första OS-guld när han vann den inledande distansen på 15 km i fristil.
Cologna kom tvåa i den första tävlingen på säsongen 2010/2011; 15 km fristil i Gällivare. Han vann sedan det individuella loppet på 10 km i klassisk stil i Kuusamo den 27 november 2010. Cologna fortsatte genom att bli trea på sprinten i Davos och sedan komma fyra på det klassiska loppet över 15 km dagen efter.
Han inledde Tour de Ski med att bli sjua i prologen över 3,75 km i fristil och fortsatte sedan med resultaten: etta-trea-trea-tvåa-nia-tvåa-etta-tvåa i resten av touren. När Final Climb startade hade han över en minuts försprång på tvåan, Petter Northug. Fram till backen minskade avståndet med cirka 30 sekunder, men Northug kom aldrig närmare än 35 sekunder från Cologna. Cologna höjde farten något under klättringen och luckan till Northug ökade till 50 sekunder. Cologna vann loppet med 27,3 sekunder efter att ha släppt av lite på farten i slutet. Han vann därmed Tour de Ski 2010/2011.
Cologna vann Tour de Ski 2011/2012 och blev därmed den första skidåkaren på herrsidan som lyckats vinna touren två år i rad. Han och Petter Northug låg mer eller mindre lika med varandra hela touren fram till jakstartsloppet mellan Cortina och Toblach där Cologna drog ifrån Northug med över minuten efter att norrmannen inte orkat följa med i schweizarens hårda tempo. Sen kunde Cologna köra kontrollerat de två sista etapperna och säkra sin tredje Tour de Ski-titel. Efter touren tog han ytterligare tre segrar och några andra pallplatser i världscupen. Han avslutade säsongen med att vinna världscupavslutningen i Falun för andra gången i karriären och vann den totala världscupen överlägset.
Under VM 2013 i Val di Fiemme tog Cologna sitt första VM-guld när han vann skiathlontävlingen. I och med segern i VM blev Cologna den första skidåkaren på herrsidan någonsin att ha vunnit både OS, VM, Tour de Ski och den totala världscupen.
Cologna deltog under olympiska vinterspelen 2014, hans andra OS i karriären. Han vann guldet på den inledande distansen, 30 km skiathlon, fyra tiondelar före Marcus Hellner. Några dagar senare vann han även  15 km klassiskt och försvarade därmed guldet från Vancouver OS.
Under de olympiska vinterspelen 2018 tog han sitt tredje raka OS-guld på 15 km.

### Världscupsegrar

#### Individuellt (15 st)
| Datum            | Plats         | Land      | Disciplin               |
| ---------------- | ------------- | --------- | ----------------------- |
| 4 januari 2009   | Val di Fiemme | Italien   | Tour de Ski 2008/2009   |
| 22 mars 2009     | Falun         | Sverige   | Världscupfinalen (tour) |
| 9 januari 2011   | Val di Fiemme | Italien   | Tour de Ski 2010/2011   |
| 12 mars 2011     | Lahtis        | Finland   | Skiathlon 20 km         |
| 18 december 2011 | Rogla         | Slovenien | Sprint F                |
| 8 januari 2012   | Val di Fiemme | Italien   | Tour de Ski 2011/2012   |
| 21 januari 2012  | Otepää        | Estland   | Sprint K                |
| 22 januari 2012  | Otepää        | Estland   | 15 km individuell K     |
| 3 mars 2012      | Lahtis        | Finland   | Skiathlon 30 km         |
| 18 mars 2012     | Falun         | Sverige   | Världscupfinalen (tour) |
| 2 februari 2013  | Sotji         | Ryssland  | Skiathlon 30 km         |
| 23 januari 2015  | Rybinsk       | Ryssland  | 15 km individuell F     |
| 7 januari 2018   | Val di Fiemme | Italien   | Tour de Ski 2017/2018   |
| 28 januari 2018  | Seefeld       | Österrike | 15 km masstart F        |
| 10 mars 2018     | Holmenkollen  | Norge     | 50 km masstart F        |

#### Stafett (1)
| Datum            | Plats     | Land      | Disciplin       |
| ---------------- | --------- | --------- | --------------- |
| 19 december 2010 | La Clusaz | Frankrike | 4x10 km stafett |

## Etappsegrar i Tour de Ski (7)
| Datum            | Plats             | Land     | Disciplin                          |
| ---------------- | ----------------- | -------- | ---------------------------------- |
| 28 december 2008 | Oberhof           | Tyskland | 15 km klassisk, jaktstart          |
| 1 januari 2011   | Oberhof           | Tyskland | 15 km klassisk, jaktstart          |
| 6 januari 2011   | Cortina - Toblach | Italien  | 35 km fristil, jaktstart           |
| 5 januari 2012   | Cortina - Toblach | Italien  | 35 km fristil, jaktstart           |
| 3 januari 2015   | Oberstdorf        | Tyskland | 4 km fristil, prolog               |
| 31 december 2017 | Lenzerheide       | Schweiz  | 15 km klassiskt, individuell start |
| 1 januari 2018   | Lenzerheide       | Schweiz  | 15 km fristil, jaktstart           |